# Archers janfrederik
De Archers janfrederik (Dessonornis archeri) is een zangvogel uit de familie Muscicapidae (vliegenvangers).

## Verspreiding en leefgebied
Deze soort telt 2 ondersoorten:
- D. a. archeri: oostelijk Congo-Kinshasa, zuidwestelijk Oeganda, westelijk Rwanda en westelijk Burundi.
- D. a. kimbutui: Mount Kabobo (oostelijk Congo-Kinshasa).